# ザ・トゥー・マン・ジェントルメン・バンド
ザ・トゥー・マン・ジェントルメン・バンド（The Two Man Gentlemen Band）は、アンディ・ビーン（ボーカル、テナーギター、バンジョー）とフラー・コンドン（アップライトベース、バック・ボーカル）の2人組によるバンド。彼らの音楽スタイルはスリム&スラムからの伝統を引き継いでおり、アーリー・ジャズやウェスタン・スウィングをユーモラスな歌詞と共に現代的にミックスしている。

## 経歴
2人は2005年にニューヨークのセントラル・パークでストリート・パフォーマンスを行った。同年に最初のアルバム『Two Man Gentlemen Band』を発表し、2007年には最初のツアーも行った。2013年にアンディ・ビーンはディズニーチャンネルのアニメシリーズ『なんだかんだワンダー』の音楽を手掛け、バンドも同番組のメイン・テーマソングを担当している。アンディとフラーはそれぞれロサンゼルスとチャールストンに移ったが、現在も共に音楽活動を続けている。

## ディスコグラフィ
- The Two Man Gentlemen Band (2005年、Serious Business)
- Great Calamities (2006年、Serious Business)
- Heavy Petting (2008年、Serious Business)
- Drip Dryin' (2009年、Serious Business)
- Live in New York (2010年、Serious Business)
- !Dos Amigos, Una Fiesta! (2010年、Serious Business)
- Prescription Drugs (We're Having a Party!) / Tikka Masala (2011年、Free Dirt)
- Two at a Time (2012年、Bean-Tone)
- Enthusiastic Attempts at Hot Jazz & Swing Band Favorites (2014年)

## 受賞
- 2013年、アンディ・ビーンは『なんだかんだワンダー』のための音楽における業績により、アニー賞にノミネートされた。